# Chowking

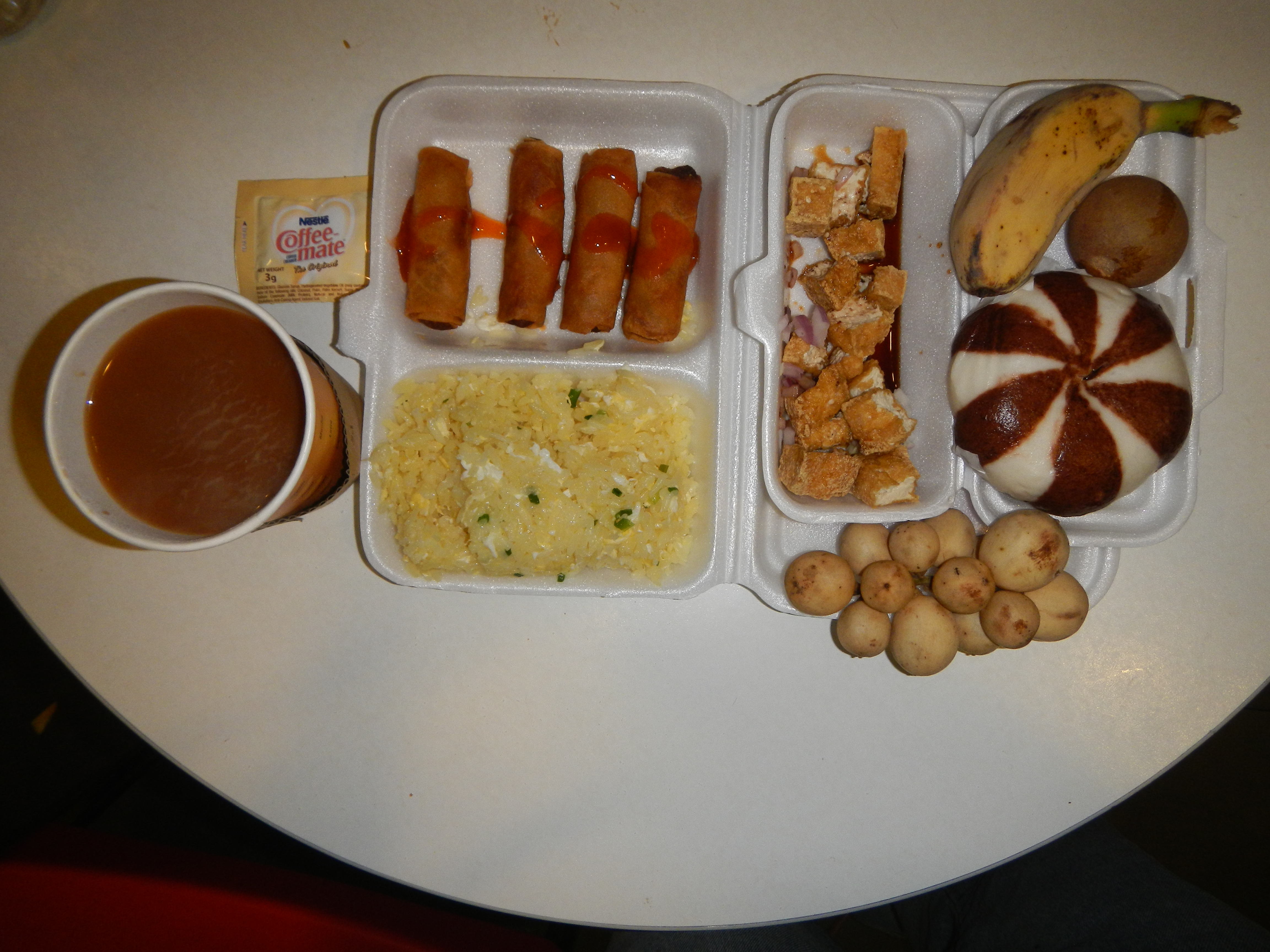
Olika maträtter från en Chowking-restaurang.

Chowking (kinesiska: 超群) är en snabbmatskedja som grundades på Filippinerna. Konceptet kombinerar västerländsk snabbmatskultur med kinesisk mat. Chowking säljer bland annat nudelsoppa, dim sum och risrätter.